# Szocialista realizmus

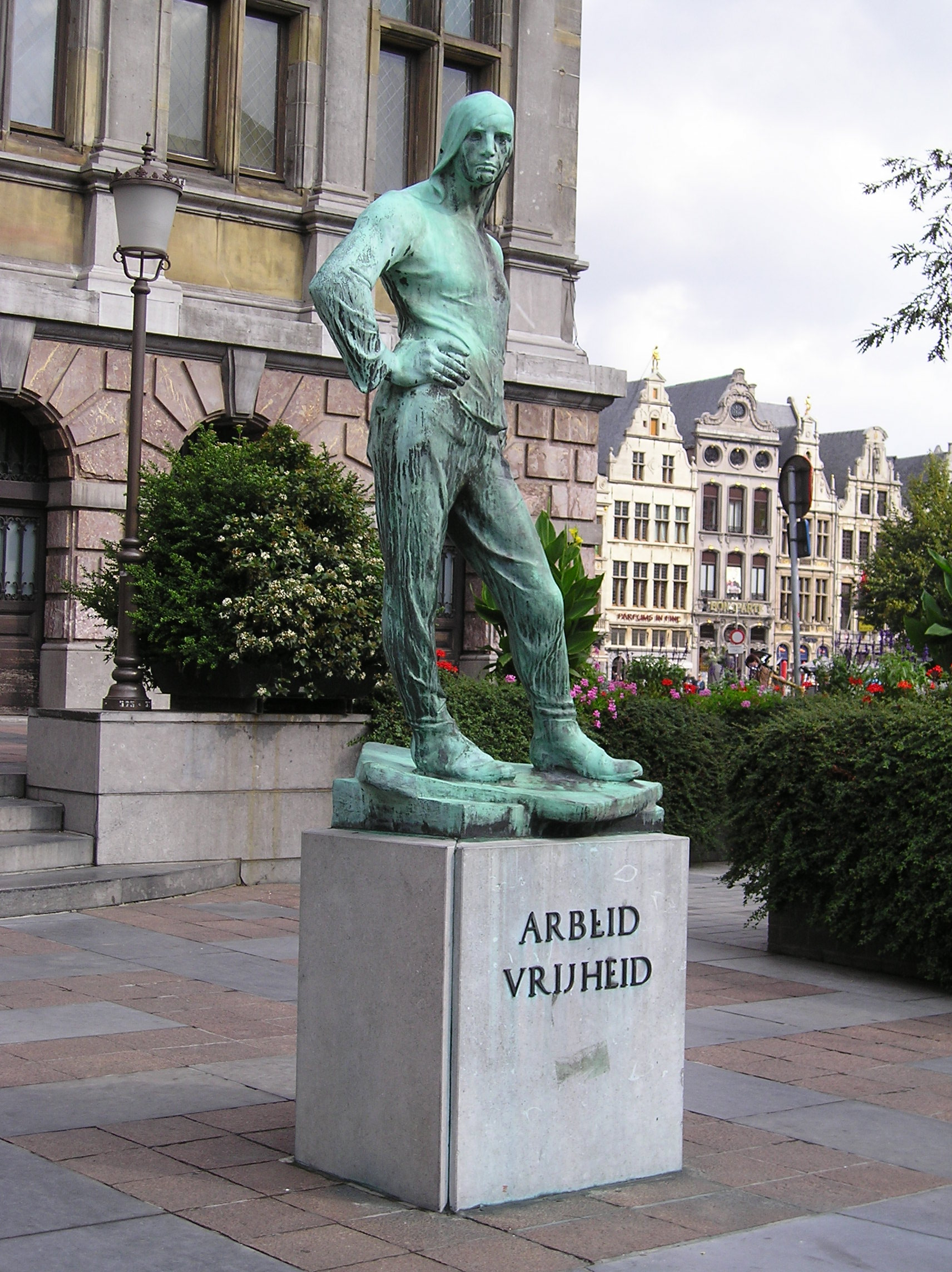
Constantin Meunier 1885-ben mintázott Dokkmunkás című szobra Antwerpenben

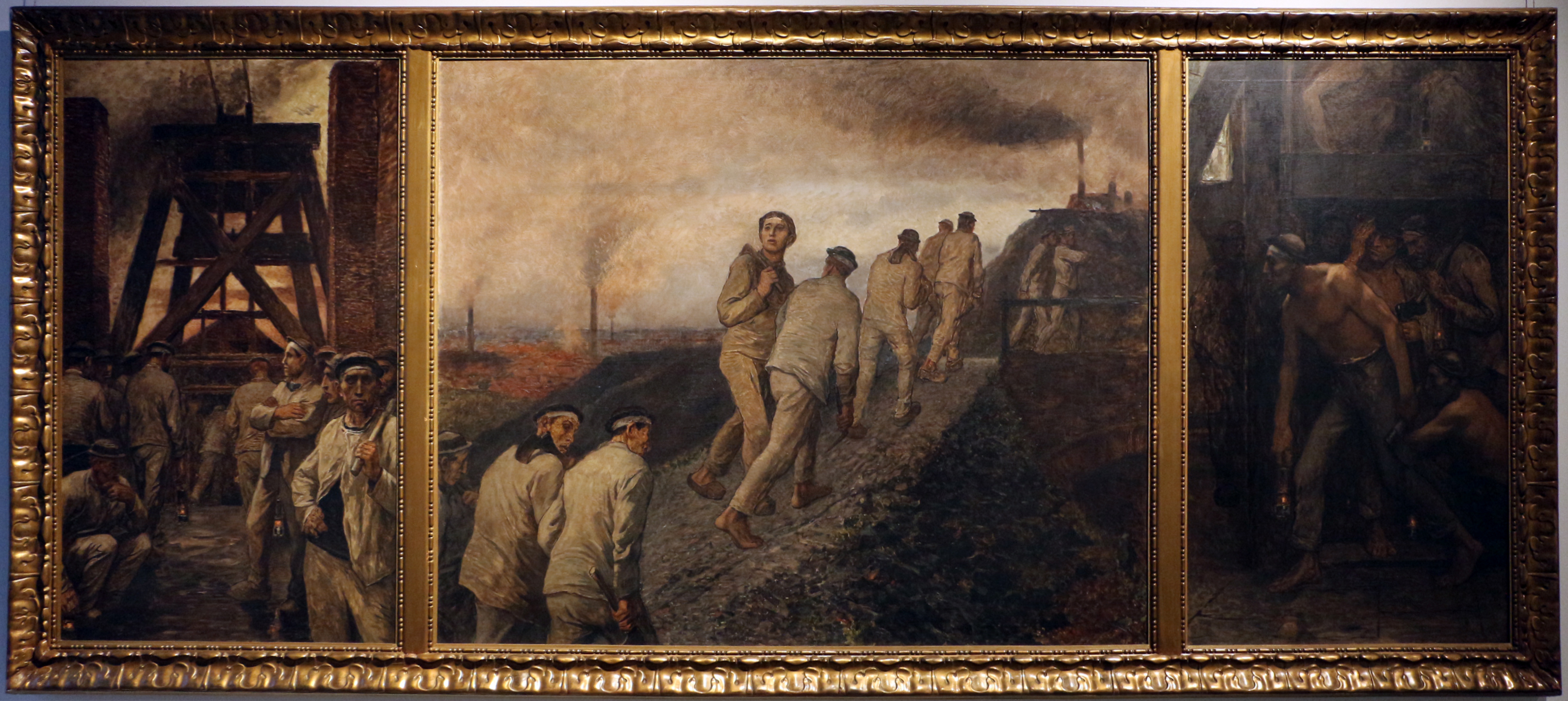
Meunier - A bánya triptichonja (Leereszkedés, Kálvária, Feljövetel - 1902)

A szocialista realizmus a marxizmus–leninizmus világnézetén alapuló alkotómódszer, tehát eredetileg nem stílus vagy adott formarendszer. (Ennek ellenére Szovjetunióban született, ilyen jellegű műalkotások esetében stílusként szoktak a közbeszédben rá tekinteni.) A 19. század végi, főleg nyugat-európai, a munkásmozgalomhoz és a szocializmushoz kötődő művészeti törekvések után, az 1917-es bolsevik forradalmat követő szovjetorosz avantgárd-művészet elfojtását követően meghonosított és politikai ideológiával is telített „hivatalos” művészeti irányzat. Kibontakozásának mértéke és hatása az egyes művészeti ágak közt eltérő. Ideológiája a kritikai realizmust fejleszti tovább. Nem absztraktan ábrázoltak, hanem a valóság mélyebb összefüggéseit akarták megragadni konkrét képekben. Ennek legfőbb eszköze a típus volt, mert Friedrich Engels filozófiája szerint a típusban egyesül a konkrét és a szükségszerű.
A sztálini Szovjetunióban a szocialista realizmus irányzata gyorsan végtelenül sematikus, dogmatikus, a diktatúra ideológiai érdekeit szolgáló irányzattá vált. Az egyes művészek időnként elismerésre méltó teljesítményei mellett túlnyomórészt dogmatikussá vált „művészeti ág” későbbi bírálóitól a pejoratív „szocreál” elnevezést kapta. Ez a mozaikszó a szovjet minták alapján a „népi demokráciákban” elterjesztett irodalom, képzőművészet, építészet ironikus felhangú jelzője lett.
A szocialista realista alkotónak mindenekelőtt magáévá kellett tennie a marxista esztétikát, de ebben már az is benne rejlett, hogy vállalja a szocializmus vagy a kommunizmus építését, az emberek ilyen szellemben való nevelését.
Országonként más és más megnyilvánulásai ismertek. A Szovjetunióban a festészetben első megnyilvánulásai Andrej Boriszovics Joganszon, Georgij Georgijevics Rjazsszkij és Mitrofan Boriszovics Grekov művei voltak. Mexikóban a forradalmi festészet képviselői (Diego Rivera, David Alfaro Siqueiros), Frida Kahlo, Olaszországban a „neorealistának” nevezett festészet képviselői (Guttuso, Mucchi, Zigaina) tartoznak ide.
A második világháború után a Szovjetunióban főként a festészet fejlődött, azon belül is a történelmi festészet, mely a kommunizmus és az 1917-es októberi orosz forradalom eseményeit ábrázolta. Képviselői: Szokolov-Szkalja, Alekszandr Dejneka, Geraszimov.

## A szocialista realizmus önmeghatározása

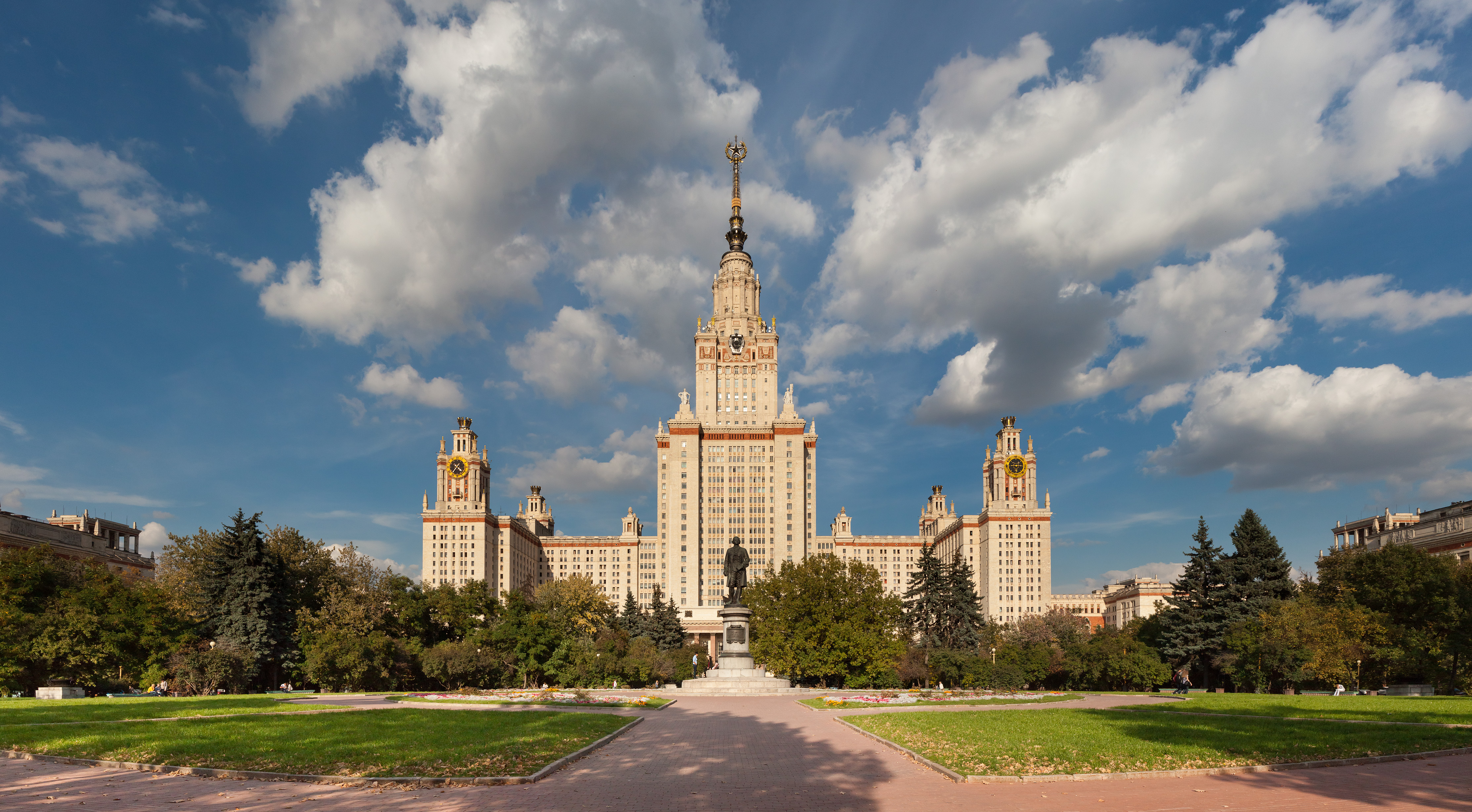
A moszkvai Lomonoszov Egyetem épülete

A szocialista realizmus a híveinek önmeghatározása szerint a marxizmus–leninizmus világnézetén alapul művészi alkotó módszer, a realizmus fejlődésének a naiv realizmust és a kritikai realizmust meghaladó harmadik szakasza. Következetesen materialista és dialektikus szemlélettel ábrázolja korát. A kritikai realizmuson továbblépve, nem csak bírálja korának negatív jelenségeit, hanem előremutató, művészi eszközökkel kiutat, perspektívát mutat, optimizmust sugároz. A szocialista realizmus magát a realista ábrázolás magasabb fokának tételezi, fő jellegzetességei a haladónak ítélt történelmi és művészeti hagyományok folytatása, a pártosság, azaz a kommunista párt konkrét irányelveinek elfogadása, társadalmi meghatározottság, közérthetőség, típusalkotás. Ellentétének a „formalizmust” nevezték.

## Eszmetörténete

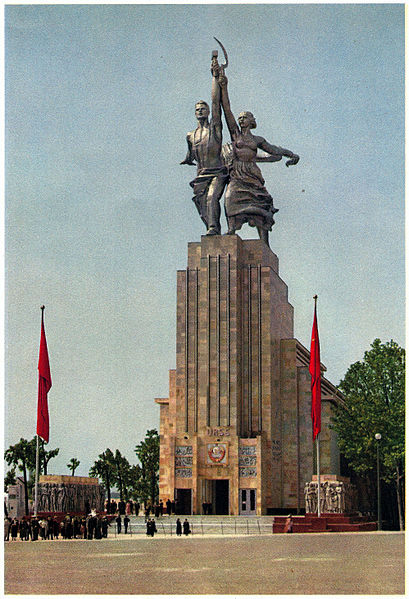
Vera Muhina ikonikus szobra 1937-ben a párizsi szovjet kiállítási pavilonon

A „szocialista realizmus” szókapcsolat először 1932-ben jelent meg a szovjet irodalomelméletben (I. M. Gronszkij egyik beszédében), első meghatározását a Szovjet Írók Szövetségének 1934-es alapszabályában rögzítették. A szocializmus művészetének különböző elméleti és gyakorlati vonatkozásai azonban már jóval korábban, a 19. század végén megjelentek. Legjelentősebb művelői között volt a dán Martin Andersen Nexø és a francia Henri Barbusse. Az 1917–19-es proletárforradalmak után széles körben elterjedt, ekkor születtek olyan írók és költők legjobb művei, mint Babel, Fagyejev, Majakovszkij, Solohov, József Attila. A zeneművészet területén Sosztakovics és Prokofjev, a képzőművészetben Frans Masereel, Derkovits Gyula, Muhina, a színházművészetben Sztanyiszlavszkij és Mejerhold, a filmművészetben Eisenstein, Pudovkin és Dovzsenko sorolhatók ehhez a korai szocialista irányzathoz, aminek sokféle elnevezése volt forgalomban.
A sztálini személyi kultusz kifejlődése során, az 1930-as évek második felében a szocialista művészetben is súlyos torzulások keletkeztek. A politikai irányvonal a pártosságot szembeállította az objektivitással, a művészet tudatformáló szerepét pedig a napi politika közvetlen szolgálatára fordította le. A propagandisztikus közérthetőség kedvéért teret engedett a naturalisztikus stílusnak. A szocialista realizmus stílusából előbb elvárás, majd diktátum lett a művészek felé. A központilag kijelölt irányvonaltól eltérő műveket és alkotókat szigorúan elnyomták.  Mindez aláásta a szovjet, és általában a szocialista művészet hitelét, tekintélyét, elterjedt a „szocreál” pejoratív fogalma.
A súlyos torzulások ellenére ebben az időszakban is születtek jelentős szocialista realista művek keleten és nyugaton egyaránt, olyan művészek tevékenysége nyomán, mint Louis Aragon, Bertolt Brecht, Paul Éluard, Nicolás Guillén, Anna Seghers, Renato Guttuso, Siqueiros és mások.
A második világháborút követő években Magyarországon, de jelentős nemzetközi visszhanggal zajlott le az úgynevezett „Lukács-vita”. Lukács György, a már akkor is tekintélyes, a sztálini Szovjetunióból frissen hazatért marxista filozófus a realizmus koncepciójának kidolgozása során annak egysége mellett szállt síkra és gyakorlatilag elvetette a szocialista realizmus elméletét. Kijelentette: „az új demokrácia adekvát irodalma: a realizmus. Persze abban a széles és mély értelemben, amely szerint William Shakespeare és Johann Wolfgang von Goethe, Honoré de Balzac és Stendhal, Charles Dickens és Lev Nyikolajevics Tolsztoj az igazi realisták”. Nézetei azonban éles kritikát váltottak ki és végül részleges önkritikára kényszerült.

## Magyarországon

### Előzmények
Magyarországon a fogalom előzményei a 20. század elején jelentek meg. Lyka Károly 1905-ben a „szociálista művészet” problematikájáról írt a Művészet folyóiratban, 1908-ban Bölöni György a „proletárművészet” kifejezést használta a francia szocialista művészekről írt cikkében a Népszavában, 1919-ben pedig Uitz Béla a „forradalmi szociális világnézetű művészet” eljövetelét hirdette meg a Vörös Ujságban. A Szocialista Képzőművészek Csoportja (1934-ben alakult, tagjai Háy Károly László, Berda Ernő, Bán Béla és mások) 1936-ban Újrealizmus címmel rendezett kiállítást, melynek tartalmát a polgári individualista realizmussal szemben társadalmi realizmusnak, azaz szocialista realizmusnak definiálta.

### A nagy előd, Derkovits Gyula

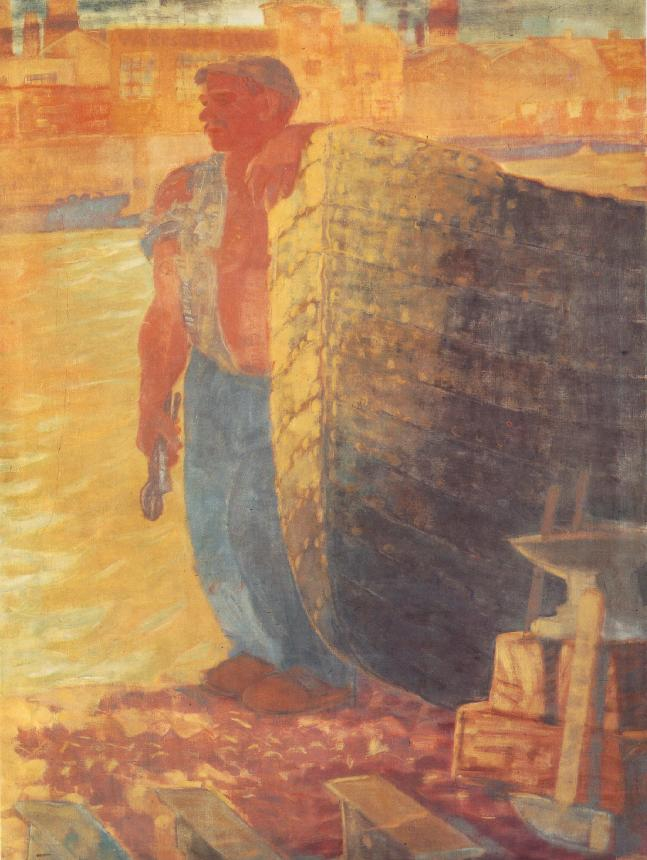
Derkovits Gyula: Hajókovács

Derkovits Gyula a két világháború közötti magyar művészet egyik legmarkánsabb alakja volt, akinek nemcsak a témaválasztásában, hanem a sorsában is nyomasztóan jelentkeztek a kor megoldatlan szociális problémái. Művészileg azonosult a kizsákmányoltakkal: a munkásokkal, a hajléktalanokkal és a munka nélkül tengődőkkel. Sőt ő maga is egy volt közülük.
A szocializmus idején ezért leginkább Derkovits „nagy és ösztönző emlékét” állították példának a fiatal művészek elé, akiktől azt várták, hogy a „szocialista realista művészetet új virágzásra vigyék”.
„Derkovits művészete – úgy gondolom – a szocialista realizmus tündökletes példája. A kép a szem számára érthető marad, sőt érthetőbb, mint sok apró, figyelmet elvonó részlettel terhelt közvetlen látvány. Egyaránt élmény és magasrendű művészi ízlés, a művészet anyanyelvén még nem értő tömeg számára.” – fogalmazza meg László Gyula, a kiváló művészettörténész és régész ezt, a korszakban sokak által vallott nézetet a Derkovits Gyula és a szocialista realizmus című cikkében az Utunk 1948. febr. 7-ei számában.
A műveiben kimutatható expresszionista és kubista hatások miatt azonban maga a kultúrpolitika első számú irányítója, Révai József foglalt úgy állást 1951 februárjában a Magyar Dolgozók Pártja II. kongresszusán mondott beszédében, hogy Derkovits, bár a magyar kultúra egyik óriása, „a néptől idegen, dekadens, kétségbeesést tükröz”.
A későbbiekben viszont az a vélemény vált uralkodóvá, hogy a különböző izmusokat művészetébe beolvasztva egyéni stílust tudott kialakítani. Így munkássága továbbra is iránytűként szolgálhatott: az 1958-as művelődéspolitikai irányelvek Derkovitsot József Attilával együtt művészetpolitikai példaképpé nyilvánították.

### A második világháború után

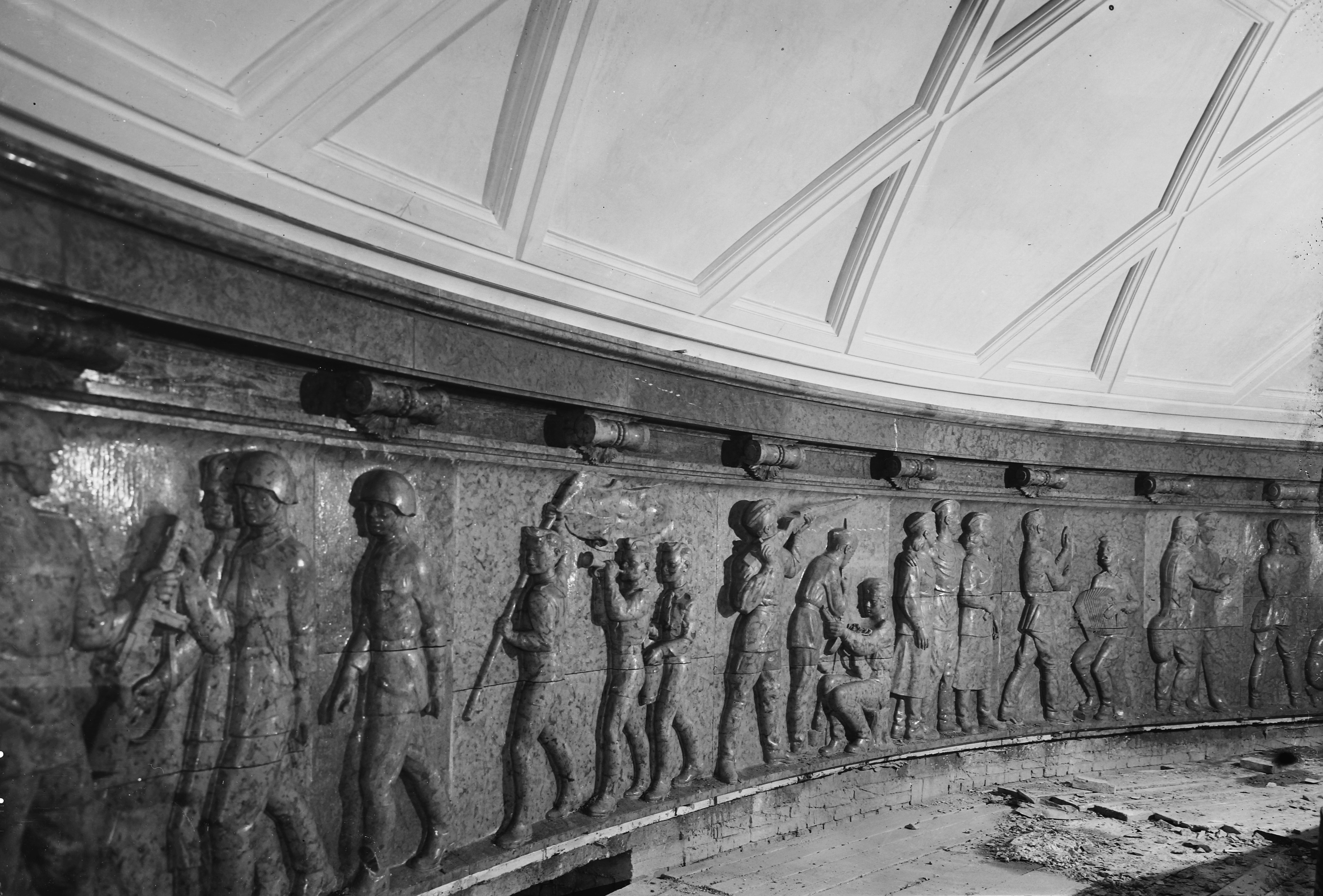
Dombormű a 2-es metró és a gödöllői HÉV tervezett közös végállomásán a budapesti Hungária körúton (Népstadion állomás)

Magyarországon a szocialista realizmus a szórványos előzmények után elsősorban szovjet hatásra és minta alapján bontakozott ki a második világháborút követően a népi demokráciában. A korszak jelentős kultúrpolitikusa, Horváth Márton önkritikus értékelése szerint: 

„a szocialista realizmus a mi gyakorlatunkban „szocreállá” torzult, mely formai megoldásait is szükségszerűen a legkonzervatívabb irányzatoktól kölcsönözte.”

– Művészetpolitika húsz év távlatából, in: Kritika, 1975/11. sz.

A giccses ál-optimizmus negatív példái között a festészetben gyakran Felekiné Gáspár Anni Füttyös kalauznő (1950) vagy Glatz Oszkár Kitüntetett utcaseprő (1952) című műveit említik. A szocreál Magyarországon szűkebb értelemben az 1949-től 1956-ig tartó ún. „50-es évek művészete”, tágabb értelemben pedig a szocializmus (kommunizmus) építését ideologikus módon ábrázoló művészeti produktumok együttese.
A kommunista fordulatot követően, 1948–49 után beszűkültek a művészek önálló szerveződésének lehetőségei. A Szovjetunió művészete jelentette minden téren a követendő példát. Révai József népművelési miniszter feladatul szabta, hogy a magyar festők „immár ne Párizsra, hanem Moszkvára vessék vigyázó szemüket”. A jelentős szovjet alkotók (A. Geraszimov, B. Joganszon, V. Szerov, F. Resetnyikov) munkásságának kampányszerű tanulmányozása után került sor 1950-ben az I. Magyar Képzőművészeti Kiállításra. Ezen az alaphangulatot Pór Bertalan Sztálin-, Pátzay Pál Lenin-, és Ék Sándor Rákosi-portréja adta meg. Benedek Jenő Mit láttam a Szovjetunióban? című képe az optimista jövőkép szájbarágó módon előadott példája volt. A már korábban beérkezett művészek is kénytelenek voltak legalább a mű címében igazodni az elvárásokhoz: Bernáth Aurél: Sztálinvárosi kikötő (1952). A „kor hőseinek” ábrázolása, mint Bán Béla: Kónyi elvtárs, a Ganz Villamossági sztahanovistája (1950); Imre István: Gyapotszüret (1953) mellett gyakoriak voltak a történelmi képek, amelyek elsősorban a haladónak elfogadott történelmi mozgalmak, mint a Dózsa György-féle parasztfelkelés, az 1848–49-es forradalom és szabadságharc, valamint az 1919-es Magyarországi Tanácsköztársaság eseményeit ábrázolták. (Szabó Vladimir: Dózsa népe (1953); Ék Sándor: Bem és Petőfi a 48-as csatában (1953); Szentgyörgyi Kornél: Harc a monitorok ellen (1951). A „monumentális propaganda” jelszavának megfelelően a művészek nagyméretű faliképeket is készítettek: mint Szőnyi István Megérkezik az első Sztalinyec című képe, Domanovszky Endre munkája, a Magyar parasztküldöttség a Szovjetunióban, vagy a Moszkvai Magyar Mezőgazdasági Pavilon pannói 1952-ben. A közterületeken elszaporodtak a munkások, parasztok és dolgozó nők ábrázolásai, mint Pándi Kiss János: Hajógyári munkás (1953),  Somogyi Árpád: Kaszás legény (1956), Oláh Sándor: Brigádvezető nő (1954) valamint a szovjet katonák ábrázolásai a  sok felszabadulási emlékművön (Kerényi Jenő: Osztapenko kapitány (1951), és a forradalmárok szobrai (Beck András: József Attila, 1952).
A korszak szimbóluma lett az 1956-ban ledöntött Sztálin-szobor (Mikus Sándor, 1951). Jelentős volt a szerepe a plakátművészetnek, amelyben a dogmatikus témaválasztás gyakran művészi professzionalizmussal párosult (Konecsni György: Szabad Nép – a dolgozók legjobb újságja, 1950; Gábor Pál: Szovjet film ünnepe, 1952; Gönczi-Gebhardt Tibor: Éljen április 4., 1952).

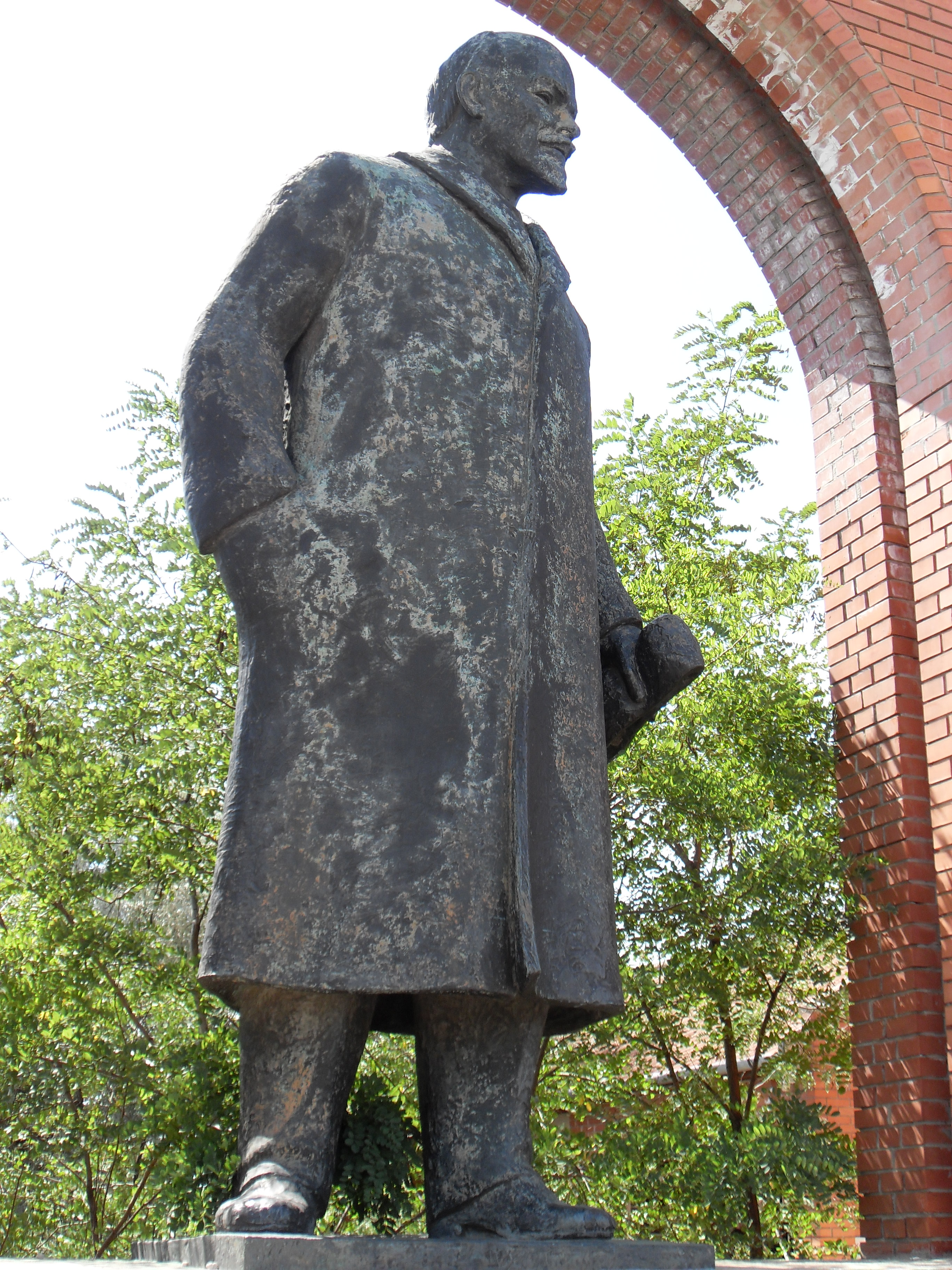
Pátzay Pál Lenin-szobra

1956 után jelentős enyhülés következett be a kultúrpolitikában is. A kádári „aki nincs ellenünk, az velünk van” jelszónak megfelelően a párt ideológusai, elsősorban Aczél György a támogatás, tűrés, tiltás („a három T”) politikájával próbálta irányítani a kulturális életet. A szabadabb viták nyomán módosult a szocialista realizmus jelentése, megerősödött a Derkovits-hagyomány, a korábbi korszak alkotásaiból azok a művek kaptak nagyobb figyelmet, amelyek igazi művészi értékeket mutattak fel, mint Ferenczy Béni: Petőfi (1948) és Somogyi József: Martinász (1953) című műve.
Az 1960-as évektől kezdve a fogalom további oldódása érzékelhető. A témaválasztástól függetlenül jelentős művészi értéket képviselő alkotások születtek, mint Varga Imre mohácsi Lenin-szobra (1974). Az utolsók között állították fel Kiss István Münnich Ferenc-emlékművét (1986) és Marton László Szakasits Árpád-emlékművét (1989).
A rendszerváltás után sok, a szocialista realizmus stílusában alkotott köztéri szobor, emlékmű az 1993-ban megnyitott nagytétényi, mai nevén Memento Parkban kapott helyet.

#### A stílus további magyar képviselői (válogatás)

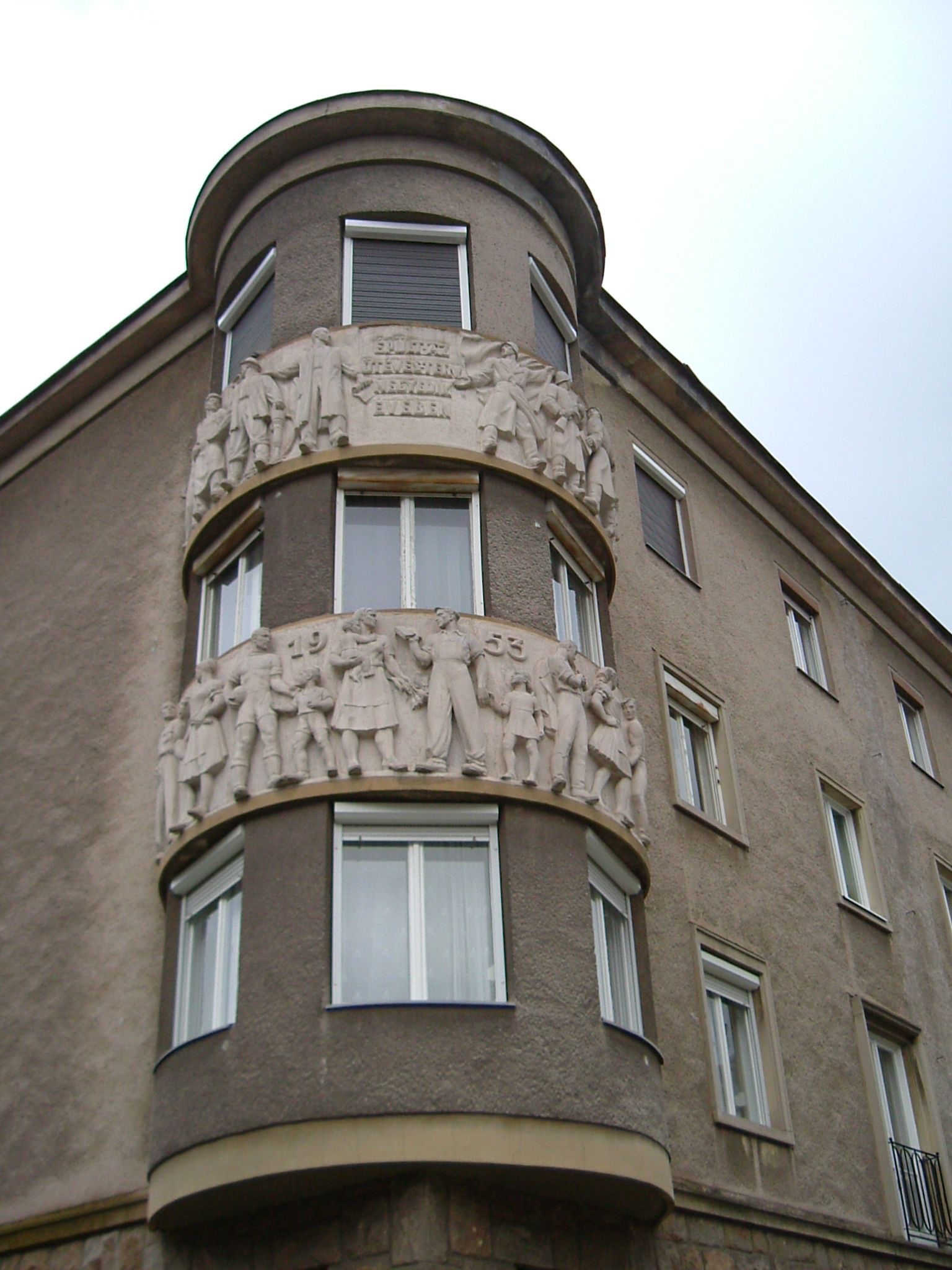
Szocreál dombormű Dunaújvárosban

A magyarországi szocreál (1949-1956) keretében (is) alkotó művészek számosan voltak, köztük igen tehetséges mesterek.
- Barcsay Jenő
- Bencze László
- Csáki-Maronyák József
- Kmetty János
- Mácsai István

## Kapcsolódó szócikk
- Sztálinista építészet